# Гай Рубрий (трибун)
Гай Рубрий (Gaius Rubrius) е политик на Римската република през края на 2 век пр.н.е.
През 122 пр.н.е. той е народен трибун с Гай Гракх. Консули тази година са Гней Домиций Ахенобарб и
Гай Фаний Страбон.
Той организира колония в Картаген.